# Pseuderemias septemstriata
Espèce
Synonymes
- Eremias septemstriata Parker, 1942

Pseuderemias septemstriata est une espèce de sauriens de la famille des Lacertidae.

## Répartition
Cette espèce est endémique du Somaliland en Somalie.
Sa présence est incertaine en Éthiopie.

## Publication originale
- Parker, 1942 : The lizards of British Somaliland. Bulletin of the Museum of Comparative Zoology, Harvard, vol. 91, p. 1-101 (texte intégral).